# أنتش بل (بايين خيابان ليتكوة)
أنتش بل (بالفارسية: انچ‌پل) هي قرية تقع في إيران في قسم بایین خیابان لیتکوة الريفي. يقدر عدد سكانها بـ 310 نسمة .